# Gonzalo Aja

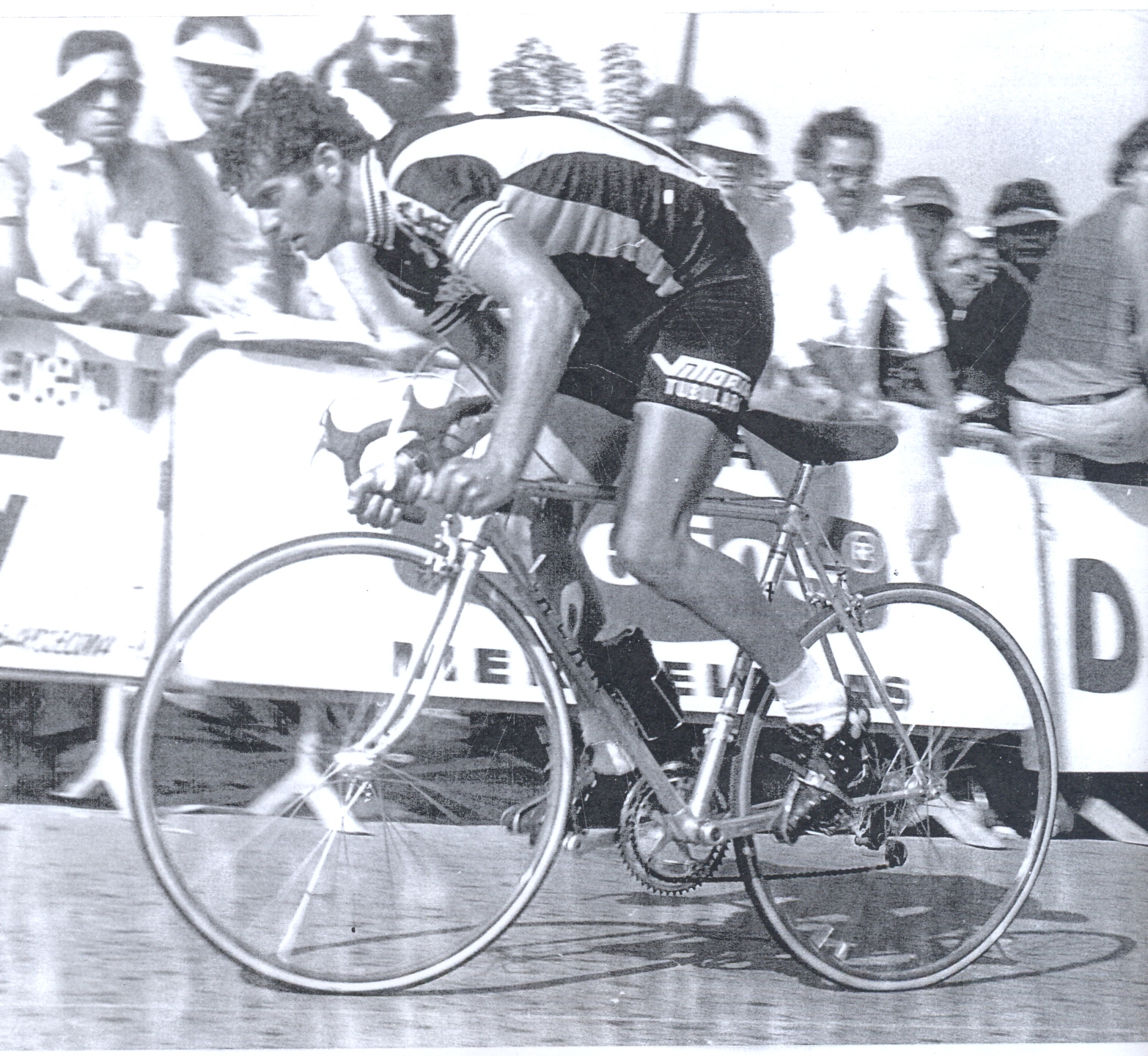
Gonzalo Aja

Gonzalo Aja Barquin (Matienza, 13 juli 1946) is een voormalig Spaans wielrenner.

## Levensloop en carrière
Aja boekte zijn eerste zege in 1971 in de Ronde van Cantabrië. In 1974 werd hij vijfde in de Ronde van Frankrijk.

## Resultaten in voornaamste wedstrijden
| Jaar | Ronde van Italië | Ronde van Frankrijk | Ronde van Spanje |
| ---- | ---------------- | ------------------- | ---------------- |
| 1970 |                  |                     | 30e              |
| 1971 |                  |                     | 19e              |
| 1972 |                  |                     | 4e               |
| 1973 | 19e              | opgave              |                  |
| 1974 | 33e              | 5e                  |                  |
| 1975 |                  |                     |                  |
| 1976 | opgave           |                     | 14e              |
| 1977 | 16e              | 14e                 |                  |
| 1978 |                  |                     | 9e               |
| 1979 |                  |                     | 25e              |